# Coppa Italia 2018-2019 (hockey su pista femminile)
La Coppa Italia 2018-2019 è stata la 17ª edizione della principale coppa nazionale italiana di hockey su pista femminile. La competizione ha avuto luogo tra il 2 e il 3 marzo 2019.
Il trofeo è stato conquistato dal Montebello per la prima volta nella sua storia.

## Risultati

### Tabellone
|  | Semifinali | Semifinali    | Semifinali |        |   | Finale     | Finale | Finale |  |
|  |            |               |            |        |   |            |        |        |  |
|  | 1          | Montebello    | 10         |        |   |            |        |        |  |
|  | 1          | Montebello    | 10         |        |   |            |        |        |  |
|  | 4          | Roller Matera | 2          |        |   |            |        |        |  |
|  | 4          | Roller Matera | 2          |        | 1 | Montebello | 9      |        |  |
|  |            |               |            |        | 1 | Montebello | 9      |        |  |
|  |            |               | 3          | Matera | 3 |            |        |        |  |
|  | 2          | Matera        | 3          | Matera | 3 | 5          |        |        |  |
|  | 2          | Matera        |            |        |   |            |        |        |  |
|  | 3          | Pesaro        | 2          |        |   |            |        |        |  |

### Semifinali
| Trissino 2 marzo 2019 | Montebello | 10 – 2 | Roller Matera | PalaDante |

| Trissino 2 marzo 2019 | Matera | 5 – 2 | Pesaro | PalaDante |

### Finale
| Trissino 3 marzo 2019 | Montebello | 9 – 3 | Matera | PalaDante |

## Campioni
| Vincitore della Coppa Italia 2018-2019 |
| -------------------------------------- |
| Montebello 1º titolo                   |